# London (Kentucky)
London è una città degli Stati Uniti d'America, situata nello Stato del Kentucky e in particolare nella contea di Laurel, della quale è il capoluogo.